# 박희동
박희동(朴熙東, 1924년 3월 7일 ~ 1989년 7월 19일)은 대한민국의 군인이다. 대한민국 공군 장교로 임관하여 한국전쟁 주요 전투에서 활약하였고 전쟁 직후로 공군 다수의 요직을 맡았다. 그 공을 인정받아 2021년 8월 이달의 호국 인물로 선정되기도 하였다.

## 생애

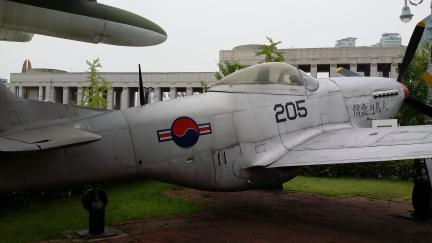
대한민국 최초 운용 전투기(F-51D 무스탕)

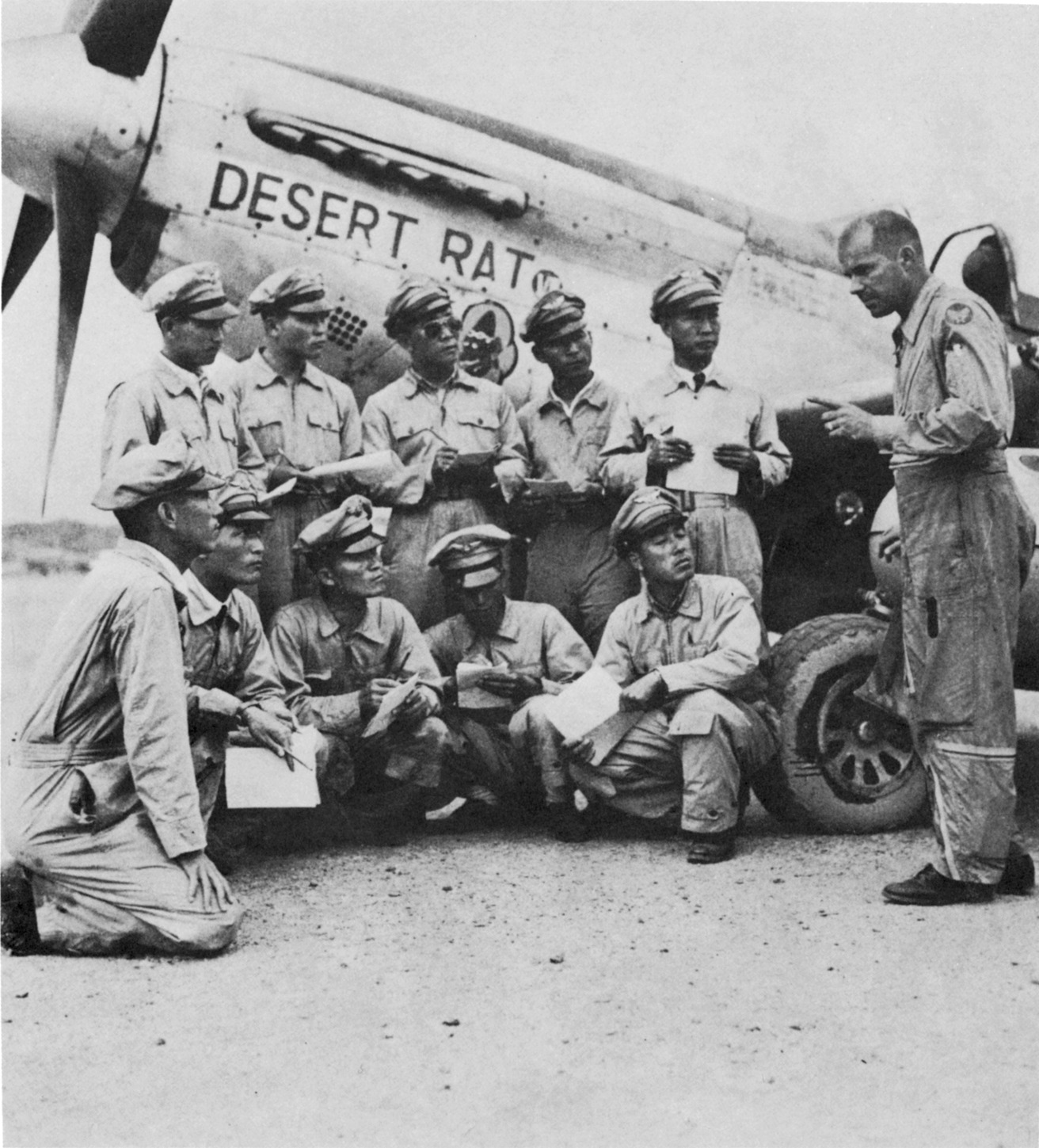
일본 이다즈께 기지에서 비행교육을 받고 있는 F-51 인수조종사 10명앞줄 왼쪽부터 김영환 중령, 김성룡 중위, 강호륜 대위, 박희동 대위, 장성환 중령, 뒷줄 왼쪽부터 정영진 중위, 이상수 중위, 김신 중령, 장동출 중위, 이근석 대령.

1924년 3월 7일 충청남도 논산에서 태어났다. 1940년 일본군 소년비행병 과정을 통해 조종술을 배운 그는, 1948년 7월 조선경비대 항공부대에 항공병 제1기로 입대하여 국군 최초의 항공기인 L-4 연락기를 조종하였다. 이후 조종경력과 기량을 인정받아 10월 25일 공군 소위(사관후보생 제3기)로 임관하였다. 1950년 한국전쟁 발발 직후 공군 최초의 전투기인 F-51D의 인수요원 10명에 선발되어 주일 미 공군의 이타즈케 기지에서 불과 며칠간의 훈련만 받고 북한군의 남하 지연작전에 참가하였다 북한군의 남하 지연작전에서 복귀한 후 편대장으로서 지연작전과 낙동강 방어전투, 북진 반격작전 등 근접항공지원으로 전쟁에서 큰 활약을 하였다. 전쟁 중 풍부한 전투비행 경험을 토대로 제1전투비행대대장(소령), 제1전투비행전대 작전처장 및 제1교육비행대장(중령), 제10전투비행전대장 등을 역임하였으며 휴전 이후에는 기술교육단장, 공군사관학교 교장, 공군대학 총장을 끝으로 1968년 준장으로 예편하였다. 박희동 준장은 국군의 첫 전투기조종사이자 지휘관으로 을지무공훈장과 미국 비행훈장(Air Medal)을 수여받았으며 1989년 7월 19일, 향년 65세를 일기로 별세하였으며 국립서울현충원 장군묘역에 안장되었다

## 낙동강 방어 전투
1950년 7월말부터 8월초까지 인민군은 초반 지상군 전력의 우세함을 이용하여 낙동강 외곽에 대한 포위망을 형성하여 한국군을 낙동강 이남의 좁은 공간에서 섬멸하고자 하였다. 이에 한국군과 유엔군은 낙동강 선상을 최후의 방어선으로 설정하며 북한군의 대응하고자 했다. 이때 낙동강 방어선을 성공적으로 방어하고 이를 역공세로 전환하는데 결정적인 역할을 한 것은 항공전력이었다. 주 전력은 미국 극동공군의 항공전력이었으나 한국공군도 같은 작전에 참여하여 기여한 바가 적지 않다.
한미 지상군을 지원하기 위하여 한국공군과 극동공군이 주로 사용한 것은 근접항공지원작전이다. 한국군의 작전적 후퇴와 미 지상군 전투부대 투입을 지원하기 위한 본격적인 항공작전은 6월 29일부터 시작되어 휴전까지 이어졌다. 근접항공지원작전은 세 가지 형태(사전전투지시임무, 긴급출동임무, 공중대기임무)로 운용되었다. 세 가지 임무에서 가장 많이 활용된 임무는 긴급출동 작전임무였는데 이는 조종사가 항공기에 미리 연료와 탄약을 탑재하고 대기하다 전선으로부터 항공지원이 오면 지정된 지역으로 급파하여 특정 목표물을 공격하는 것이었다.

## 같이 보기

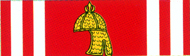
화랑무공훈장

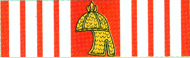
을지무공훈장

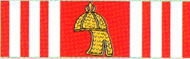
충무무공훈장

- 이달의 호국인물
- 충무무공훈장
- 화랑무공훈장
- 을지무공훈장
- F-51D화랑무공훈장

## 참고 문헌
- 권주혁, 한국공군과 한국전쟁, PUREWAY PICTURES, 2010
- 이명환, 안보논단 : 낙동강방어작전의 항공작전, 군사논단 31권0호, 2002